# Olovjannaja
Olovjannaja (in russo Оловянная?; fino al 1911 si chiamava Onon-Kitajskij) è un insediamento di tipo urbano della Russia, centro amministrativo del distretto Olovjanninskij nel Territorio della Transbajkalia.
Il villaggio si trova sulla riva sinistra del fiume Onon, nel punto in cui viene attraversato dalla Ferrovia Transbajkal, 249 km a sud-est di Čita.